# منون (فیلم)
مَنون (فرانسوی: Manon‎) فیلمی در ژانر رمانتیک و درام به کارگردانی آنری-ژرژ کلوزو است که در سال ۱۹۴۹ منتشر شد. از بازیگران آن می‌توان به سرژ رجیانی، میشل اوکلر، سسیل اوبری، و میشل بوکه اشاره کرد.
این فیلم توانست جایزهٔ شیر طلایی جشنواره فیلم ونیز را از آنِ خود کند.